# Polsat Rodzina
Polsat Rodzina – polska stacja telewizyjna Telewizji Polsat, poświęcona głównie rodzinie, serialom, filmom fabularnym, programom rozrywkowym, programom poradnikowym, o tematyce chrześcijańskiej oraz serialom animowanym pozbawionym przemocy, która została uruchomiona 16 października 2018 o godz. 7.00.
Dyrektorem stacji jest Marek Zając.

## Logo
| Data wprowadzenia    | Opis | Ilustracja |
| -------------------- | --- | ---------- |
| 16 października 2018 | Logo stacji podobne jest do loga Polsatu; dolny pasek jest pomarańczowy, górny czerwony z środkiem przed dolnym napisem „rodzina” wesoła buzia, a na dole jest napis „rodzina”.                    |            |
| 30 sierpnia 2021     | Pomarańczowe paski (w wersji gradientowej pierwszy pasek jest jasnopomarańczowy, drugi żółty, oraz na czwartej i piątej jasnoczerwone) tworzące kulę, pod nią pomarańczowy napis „polsat rodzina”. |            |

## Dostępność
- Polsat Box Go – od 1.08.2025r.
- Polsat Box – pozycja 52, 243, 509
- Platforma Canal+ – pozycja 233
- UPC Polska / Play – 118 (Horizon i Kaon), 161 (Mediabox i UPC MediaModuł CI+), 226 (Play Now)
- Orange – pozycja 356
- Elsat – pozycja 509
- Avios – pozycja 26
- Netia – pozycja 94

## Programy
Aktualnie w emisji:
- 101 postaci, które ukształtowały wiek XX
- Był sobie człowiek
- Był sobie kosmos
- Byli sobie podróżnicy
- Było sobie życie
- Były sobie Ameryki
- Były sobie odkrycia
- Była sobie Ziemia
- Bogaty dom - biedny dom
- Całkiem nowe lata miodowe
- Chirurdzy
- Ciekawski George
- Disco Gramy
- Drwale i inne opowieści Bieszczadu
- Ewa gotuje
- Gwiazdy lombardu
- Kołowrotek
- Łowcy nagród
- Miodowe lata
- Mały dom, wielkie możliwości
- Mamma Mia!
- Msza święta dla dzieci transmitowana ze Świątyni Opatrzności Bożej w Warszawie
- Niania
- Nasz nowy dom
- Pszczółka Maja (wersja z 2012)
- Rodzina zastępcza[b]
- Rolnicy. Podlasie
- SuperLudzie
- The Good Doctor
- Twoja twarz brzmi znajomo
- Wszystko, co chcielibyście wiedzieć[2]

Dawniej w emisji:
- Angelus
- Anno Domini – Biblii ciąg dalszy
- Polski lombard
- Pszczółka Maja (wersja z 1975)